# Comuni della Paraíba

Lo Stato della Paraíba, in Brasile

Segue un elenco dei 222 comuni dello Stato brasiliano della Paraíba (PB).
| #   | Comune                         | Microregione               | Mesoregione            | Area (km²) | Popolazione | Densità |
| --- | ------------------------------ | -------------------------- | ---------------------- | ---------- | ----------- | ------- |
| 1   | Aguiar                         | Piancó                     | Sertão Paraibano       | 344,691    | 4.440       | 12,90   |
| 2   | Alagoa Grande                  | Brejo Paraibano            | Agreste Paraibano      | 320,558    | 27.432      | 85,58   |
| 3   | Alagoa Nova                    | Brejo Paraibano            | Agreste Paraibano      | 122,254    | 19.163      | 156,75  |
| 4   | Alagoinha                      | Guarabira                  | Agreste Paraibano      | 85,060     | 13.013      | 152,40  |
| 5   | Alcantil                       | Cariri Oriental            | Borborema              | 305,391    | 5.475       | 17,90   |
| 6   | Algodão de Jandaíra            | Curimataú Ocidental        | Agreste Paraibano      | 220,246    | 2.385       | 10,80   |
| 7   | Alhandra                       | Litoral Sul (Paraíba)      | Zona da Mata Paraibana | 182,656    | 17.868      | 97,80   |
| 8   | Amparo                         | Cariri Ocidental           | Borborema              | 121,983    | 2.078       | 17,00   |
| 9   | Aparecida                      | Sousa                      | Sertão Paraibano       | 229,153    | 7.254       | 31,70   |
| 10  | Arara                          | Curimataú Ocidental        | Agreste Paraibano      | 88,858     | 12.356      | 139,00  |
| 11  | Araruna                        | Curimataú Oriental         | Agreste Paraibano      | 245,720    | 17.456      | 71,00   |
| 12  | Araçagi                        | Guarabira                  | Agreste Paraibano      | 229,722    | 17.892      | 77,90   |
| 13  | Areia                          | Brejo Paraibano            | Agreste Paraibano      | 269,424    | 24.431      | 91,50   |
| 14  | Areia de Baraúnas              | Patos                      | Sertão Paraibano       | 96,342     | 2.340       | 24,30   |
| 15  | Areial                         | Esperança                  | Agreste Paraibano      | 33,935     | 6.012       | 177,20  |
| 16  | Aroeiras                       | Umbuzeiro                  | Agreste Paraibano      | 374,674    | 19.118      | 51,00   |
| 17  | Assunção                       | Cariri Ocidental           | Borborema              | 126,427    | 3.307       | 26,20   |
| 18  | Bananeiras                     | Brejo Paraibano            | Agreste Paraibano      | 257,981    | 20.660      | 80,70   |
| 19  | Baraúna                        | Seridó Oriental Paraibano  | Borborema              | 50,577     | 3.682       | 72,80   |
| 20  | Barra de Santa Rosa            | Curimataú Ocidental        | Agreste Paraibano      | 825,097    | 12.140      | 14,70   |
| 21  | Barra de Santana               | Cariri Oriental            | Borborema              | 369,290    | 8.463       | 22,90   |
| 22  | Barra de São Miguel            | Cariri Oriental            | Borborema              | 595,205    | 5.248       | 8,80    |
| 23  | Bayeux                         | João Pessoa                | Zona da Mata Paraibana | 32         | 92.891      | 2833,20 |
| 24  | Baía da Traição                | Litoral Norte              | Zona da Mata Paraibana | 102,364    | 7.314       | 71,50   |
| 25  | Belém                          | Guarabira                  | Agreste Paraibano      | 88,858     | 12.356      | 139,00  |
| 26  | Belém do Brejo do Cruz         | Catolé do Rocha            | Sertão Paraibano       | 603,038    | 6.176       | 10,20   |
| 27  | Bernardino Batista             | Cajazeiras                 | Sertão Paraibano       | 50,628     | 2.818       | 55,70   |
| 28  | Boa Ventura                    | Itaporanga                 | Sertão Paraibano       | 132,136    | 7.045       | 53,30   |
| 29  | Boa Vista                      | Campina Grande             | Agreste Paraibano      | 476,539    | 5.578       | 11,70   |
| 30  | Bom Jesus                      | Cajazeiras                 | Sertão Paraibano       | 47,421     | 2.532       | 53,40   |
| 31  | Bom Sucesso                    | Catolé do Rocha            | Sertão Paraibano       | 184,101    | 4.552       | 24,70   |
| 32  | Bonito de Santa Fé             | Cajazeiras                 | Sertão Paraibano       | 228,326    | 9.368       | 41,00   |
| 33  | Boqueirão                      | Cariri Oriental            | Borborema              | 425        | 15.877      | 37,40   |
| 34  | Borborema                      | Brejo Paraibano            | Agreste Paraibano      | 25,984     | 5.134       | 197,60  |
| 35  | Brejo do Cruz                  | Catolé do Rocha            | Sertão Paraibano       | 398,917    | 11.492      | 28,80   |
| 36  | Brejo dos Santos               | Catolé do Rocha            | Sertão Paraibano       | 93,848     | 5.737       | 61,10   |
| 37  | Caaporã                        | Litoral Sul (Paraíba)      | Zona da Mata Paraibana | 150,168    | 20.979      | 139,70  |
| 38  | Cabaceiras                     | Cariri Oriental            | Borborema              | 400,222    | 4.253       | 10,60   |
| 39  | Cabedelo                       | João Pessoa                | Zona da Mata Paraibana | 31,265     | 57.017      | 1695,70 |
| 40  | Cachoeira dos Índios           | Cajazeiras                 | Sertão Paraibano       | 172,906    | 8.218       | 47,50   |
| 41  | Cacimba de Areia               | Patos                      | Sertão Paraibano       | 233,037    | 3.804       | 16,30   |
| 42  | Cacimba de Dentro              | Curimataú Oriental         | Agreste Paraibano      | 181,221    | 16.185      | 89,30   |
| 43  | Cacimbas                       | Serra do Teixeira          | Sertão Paraibano       | 142,926    | 4.224       | 29,60   |
| 44  | Caiçara (Paraíba)              | Guarabira                  | Agreste Paraibano      | 127,911    | 7.322       | 57,20   |
| 45  | Cajazeiras                     | Cajazeiras                 | Sertão Paraibano       | 586,275    | 57.642      | 97,70   |
| 46  | Cajazeirinhas                  | Sousa                      | Sertão Paraibano       | 287,891    | 2.671       | 9,30    |
| 47  | Caldas Brandão                 | Itabaiana                  | Agreste Paraibano      | 55,853     | 5.338       | 95,60   |
| 48  | Camalaú                        | Cariri Ocidental           | Borborema              | 603,060    | 5.492       | 9,10    |
| 49  | Campina Grande                 | Campina Grande             | Agreste Paraibano      | 620        | 383.578     | 612,00  |
| 50  | Campo de Santana               | Curimataú Oriental         | Agreste Paraibano      | 246,656    | 8.635       | 35,00   |
| 51  | Capim                          | Litoral Norte              | Zona da Mata Paraibana | 78,165     | 4.304       | 55,10   |
| 52  | Caraúbas                       | Cariri Oriental            | Borborema              | 445,575    | 3.808       | 8,50    |
| 53  | Carrapateira                   | Cajazeiras                 | Sertão Paraibano       | 72,778     | 2.373       | 32,60   |
| 54  | Casserengue                    | Curimataú Oriental         | Agreste Paraibano      | 201,379    | 7.438       | 36,40   |
| 55  | Catingueira                    | Piancó                     | Sertão Paraibano       | 529,456    | 4.415       | 8,30    |
| 56  | Catolé do Rocha                | Catolé do Rocha            | Sertão Paraibano       | 552,098    | 27.691      | 50,20   |
| 57  | Caturité                       | Cariri Oriental            | Borborema              | 118,089    | 4.473       | 37,90   |
| 58  | Conceição                      | Itaporanga                 | Sertão Paraibano       | 579,432    | 17.017      | 29,40   |
| 59  | Condado                        | Sousa                      | Sertão Paraibano       | 280,913    | 5.827       | 20,70   |
| 60  | Conde                          | João Pessoa                | Zona da Mata Paraibana | 172,949    | 19.936      | 120,60  |
| 61  | Congo                          | Cariri Ocidental           | Borborema              | 274,075    | 4.776       | 17,40   |
| 62  | Coremas                        | Piancó                     | Sertão Paraibano       | 379,491    | 15.607      | 41,10   |
| 63  | Coxixola                       | Cariri Ocidental           | Borborema              | 119,059    | 1.719       | 14,40   |
| 64  | Cruz do Espírito Santo         | Sapé                       | Zona da Mata Paraibana | 195,596    | 15.138      | 77,40   |
| 65  | Cubati                         | Seridó Oriental Paraibano  | Borborema              | 137,2      | 6.469       | 47,20   |
| 66  | Cuitegi                        | Guarabira                  | Agreste Paraibano      | 39,302     | 7.450       | 189,60  |
| 67  | Cuité                          | Curimataú Ocidental        | Agreste Paraibano      | 735,334    | 19.343      | 26,30   |
| 68  | Cuité de Mamanguape            | Litoral Norte              | Zona da Mata Paraibana | 109,806    | 6.388       | 58,20   |
| 69  | Curral Velho                   | Itaporanga                 | Sertão Paraibano       | 180,585    | 2.574       | 14,30   |
| 70  | Curral de Cima                 | Litoral Norte              | Zona da Mata Paraibana | 85,096     | 5.662       | 66,50   |
| 71  | Damião                         | Curimataú Ocidental        | Agreste Paraibano      | 109,760    | 4.449       | 40,50   |
| 72  | Desterro                       | Serra do Teixeira          | Sertão Paraibano       | 179,388    | 11.229      | 62,60   |
| 73  | Diamante                       | Itaporanga                 | Sertão Paraibano       | 269,109    | 6.598       | 24,50   |
| 74  | Dona Inês                      | Curimataú Oriental         | Agreste Paraibano      | 132,445    | 11.400      | 86,10   |
| 75  | Duas Estradas                  | Guarabira                  | Agreste Paraibano      | 26,361     | 2.890       | 109,60  |
| 76  | Emas                           | Piancó                     | Sertão Paraibano       | 240,898    | 3.011       | 12,50   |
| 77  | Esperança                      | Esperança                  | Agreste Paraibano      | 274,930    | 49.05       | 180,40  |
| 78  | Fagundes                       | Campina Grande             | Agreste Paraibano      | 162,101    | 11.830      | 67,40   |
| 79  | Frei Martinho                  | Seridó Oriental Paraibano  | Borborema              | 244,315    | 3.100       | 12,70   |
| 80  | Gado Bravo                     | Umbuzeiro                  | Agreste Paraibano      | 192,424    | 8.363       | 43,50   |
| 81  | Guarabira                      | Guarabira                  | Agreste Paraibano      | 180,764    | 53.403      | 293,70  |
| 82  | Gurinhém                       | Itabaiana                  | Agreste Paraibano      | 309,276    | 13.357      | 43,20   |
| 83  | Gurjão                         | Cariri Oriental            | Borborema              | 343,21     | 2.985       | 8,70    |
| 84  | Ibiara                         | Itaporanga                 | Sertão Paraibano       | 244,480    | 6.235       | 25,50   |
| 85  | Igaracy                        | Piancó                     | Sertão Paraibano       | 192,258    | 6.716       | 34,90   |
| 86  | Imaculada                      | Serra do Teixeira          | Sertão Paraibano       | 399,409    | 11.823      | 29,60   |
| 87  | Ingá                           | Itabaiana                  | Agreste Paraibano      | 197,9      | 17.129      | 59,50   |
| 88  | Itabaiana                      | Itabaiana                  | Agreste Paraibano      | 218,847    | 30.278      | 110,90  |
| 89  | Itaporanga                     | Itaporanga                 | Sertão Paraibano       | 468,069    | 22.090      | 47,20   |
| 90  | Itapororoca                    | Litoral Norte              | Zona da Mata Paraibana | 146,067    | 15.518      | 106,20  |
| 91  | Itatuba                        | Itabaiana                  | Agreste Paraibano      | 244,205    | 9.546       | 39,10   |
| 92  | Jacaraú                        | Litoral Norte              | Zona da Mata Paraibana | 253,206    | 14.542      | 57,40   |
| 93  | Jericó                         | Catolé do Rocha            | Sertão Paraibano       | 179,311    | 7.539       | 42,00   |
| 94  | Juarez Távora                  | Itabaiana                  | Agreste Paraibano      | 82,593     | 6.979       | 84,50   |
| 95  | Juazeirinho                    | Seridó Oriental Paraibano  | Borborema              | 467,526    | 15.727      | 33,60   |
| 96  | Junco do Seridó                | Seridó Ocidental Paraibano | Borborema              | 170,415    | 6.116       | 35,90   |
| 97  | Juripiranga                    | Sapé                       | Zona da Mata Paraibana | 78,761     | 9.826       | 124,80  |
| 98  | Juru                           | Serra do Teixeira          | Sertão Paraibano       | 403,276    | 9.692       | 24,00   |
| 99  | Lagoa                          | Catolé do Rocha            | Sertão Paraibano       | 177,900    | 4.884       | 27,40   |
| 100 | Lagoa Seca                     | Campina Grande             | Agreste Paraibano      | 109,342    | 26.275      | 237,80  |
| 101 | Lagoa de Dentro                | Guarabira                  | Agreste Paraibano      | 84,505     | 6.912       | 81,80   |
| 102 | Lastro                         | Sousa                      | Sertão Paraibano       | 102,668    | 3.000       | 29,20   |
| 103 | Livramento                     | Cariri Ocidental           | Borborema              | 300        | 7.609       | 26,10   |
| 104 | Logradouro                     | Guarabira                  | Agreste Paraibano      | 37,966     | 3.529       | 92,90   |
| 105 | Lucena                         | João Pessoa                | Zona da Mata Paraibana | 89,202     | 11.275      | 126,40  |
| 106 | Malta                          | Sousa                      | Sertão Paraibano       | 156,242    | 5.447       | 34,90   |
| 107 | Mamanguape                     | Litoral Norte              | Zona da Mata Paraibana | 348,745    | 41.385      | 117,60  |
| 108 | Manaíra                        | Serra do Teixeira          | Sertão Paraibano       | 352,566    | 9.806       | 27,80   |
| 109 | Marcação                       | Litoral Norte              | Zona da Mata Paraibana | 123        | 6.799       | 55,30   |
| 110 | Mari                           | Sapé                       | Zona da Mata Paraibana | 154,726    | 20.634      | 133,40  |
| 111 | Marizópolis                    | Sousa                      | Sertão Paraibano       | 63,609     | 5.415       | 85,10   |
| 112 | Massaranduba                   | Campina Grande             | Agreste Paraibano      | 205,941    | 11.451      | 55,60   |
| 113 | Mataraca                       | Litoral Norte              | Zona da Mata Paraibana | 174,398    | 6.261       | 35,90   |
| 114 | Matinhas                       | Brejo Paraibano            | Agreste Paraibano      | 38,123     | 4.178       | 98,50   |
| 115 | Mato Grosso                    | Catolé do Rocha            | Sertão Paraibano       | 83,521     | 2.589       | 31,00   |
| 116 | Maturéia                       | Serra do Teixeira          | Sertão Paraibano       | 83,714     | 5.226       | 62,40   |
| 117 | Mogeiro                        | Itabaiana                  | Agreste Paraibano      | 218,993    | 13.284      | 60,20   |
| 118 | Montadas                       | Esperança                  | Agreste Paraibano      | 59,4       | 4.450       | 94,70   |
| 119 | Monte Horebe                   | Cajazeiras                 | Sertão Paraibano       | 116,172    | 4.156       | 35,80   |
| 120 | Monteiro                       | Cariri Ocidental           | Borborema              | 986,370    | 28.156      | 28,50   |
| 121 | Mulungu                        | Guarabira                  | Agreste Paraibano      | 192,211    | 7.816       | 40,70   |
| 122 | Mãe d'Água                     | Patos                      | Sertão Paraibano       | 177,250    | 3.283       | 18,50   |
| 123 | Natuba                         | Umbuzeiro                  | Agreste Paraibano      | 192,166    | 9.777       | 50,90   |
| 124 | Nazarezinho                    | Sousa                      | Sertão Paraibano       | 173,244    | 7.163       | 41,30   |
| 125 | Nova Floresta                  | Curimataú Ocidental        | Agreste Paraibano      | 58,839     | 11.020      | 187,30  |
| 126 | Nova Olinda                    | Piancó                     | Sertão Paraibano       | 84,253     | 6.648       | 78,90   |
| 127 | Nova Palmeira                  | Seridó Oriental Paraibano  | Borborema              | 310,348    | 3.760       | 12,10   |
| 128 | Olho d'Água                    | Piancó                     | Sertão Paraibano       | 596,123    | 6.886       | 11,60   |
| 129 | Olivedos                       | Curimataú Ocidental        | Agreste Paraibano      | 317,900    | 3.489       | 9,60    |
| 130 | Ouro Velho                     | Cariri Ocidental           | Borborema              | 129,399    | 2.821       | 21,80   |
| 131 | Parari                         | Cariri Ocidental           | Borborema              | 128,483    | 1.467       | 11,40   |
| 132 | Passagem                       | Patos                      | Sertão Paraibano       | 111,875    | 2.216       | 19,80   |
| 133 | Patos                          | Patos                      | Sertão Paraibano       | 513        | 100.663     | 191,60  |
| 134 | Paulista                       | Sousa                      | Sertão Paraibano       | 576,880    | 11.460      | 19,90   |
| 135 | Pedra Branca                   | Itaporanga                 | Sertão Paraibano       | 193,733    | 3.785       | 19,50   |
| 136 | Pedra Lavrada                  | Seridó Oriental Paraibano  | Borborema              | 351,688    | 6.573       | 18,70   |
| 137 | Pedras de Fogo                 | Litoral Sul (Paraíba)      | Zona da Mata Paraibana | 401,120    | 26.111      | 65,10   |
| 138 | Pedro Régis                    | Litoral Norte              | Zona da Mata Paraibana | 73,362     | 4.943       | 67,40   |
| 139 | Piancó                         | Piancó                     | Sertão Paraibano       | 564,730    | 14.068      | 24,90   |
| 140 | Picuí                          | Seridó Oriental Paraibano  | Borborema              | 665,570    | 18.987      | 28,50   |
| 141 | Pilar                          | Sapé                       | Zona da Mata Paraibana | 101,262    | 10.825      | 106,90  |
| 142 | Pilões                         | Brejo Paraibano            | Agreste Paraibano      | 64,447     | 7.731       | 120,00  |
| 143 | Pilõezinhos                    | Guarabira                  | Agreste Paraibano      | 43,900     | 5.459       | 124,40  |
| 144 | Pirpirituba                    | Guarabira                  | Agreste Paraibano      | 79,849     | 10.092      | 126,40  |
| 145 | Pitimbu                        | Litoral Sul (Paraíba)      | Zona da Mata Paraibana | 136,045    | 17.226      | 126,60  |
| 146 | Pocinhos                       | Curimataú Ocidental        | Agreste Paraibano      | 629,521    | 15.956      | 23,30   |
| 147 | Pombal                         | Sousa                      | Sertão Paraibano       | 888,811    | 33.212      | 37,40   |
| 148 | Poço Dantas                    | Cajazeiras                 | Sertão Paraibano       | 97,249     | 4.159       | 42,80   |
| 149 | Poço de José de Moura          | Cajazeiras                 | Sertão Paraibano       | 97,888     | 3.944       | 31,50   |
| 150 | Prata                          | Cariri Ocidental           | Borborema              | 192,012    | 3.509       | 18,30   |
| 151 | Princesa Isabel                | Serra do Teixeira          | Sertão Paraibano       | 368,067    | 19.148      | 52,00   |
| 152 | Puxinanã                       | Campina Grande             | Agreste Paraibano      | 73,673     | 12.283      | 166,70  |
| 153 | Queimadas                      | Campina Grande             | Agreste Paraibano      | 409,196    | 38.602      | 94,30   |
| 154 | Quixaba                        | Patos                      | Sertão Paraibano       | 117        | 1.433       | 12,25   |
| 155 | Remígio                        | Curimataú Ocidental        | Agreste Paraibano      | 178,064    | 14.674      | 82,60   |
| 156 | Riacho de Santo Antônio        | Cariri Oriental            | Borborema              | 91,322     | 1.406       | 15,40   |
| 157 | Riacho dos Cavalos             | Catolé do Rocha            | Sertão Paraibano       | 264,027    | 7.031       | 26,60   |
| 158 | Riachão                        | Curimataú Oriental         | Agreste Paraibano      | 90,150     | 3.052       | 33,90   |
| 159 | Riachão do Bacamarte           | Itabaiana                  | Agreste Paraibano      | 38,369     | 4.071       | 106,10  |
| 160 | Riachão do Poço                | Sapé                       | Zona da Mata Paraibana | 39,067     | 4.460       | 114,20  |
| 161 | Rio Tinto                      | Litoral Norte              | Zona da Mata Paraibana | 466,397    | 22.740      | 48,80   |
| 162 | Salgadinho                     | Seridó Ocidental Paraibano | Borborema              | 184,237    | 2.907       | 15,80   |
| 163 | Salgado de São Félix           | Itabaiana                  | Agreste Paraibano      | 196,092    | 11.685      | 59,60   |
| 164 | Santa Cecília                  | Umbuzeiro                  | Agreste Paraibano      | 227,838    | 6.694       | 29,40   |
| 165 | Santa Cruz                     | Sousa                      | Sertão Paraibano       | 210,152    | 5.777       | 27,50   |
| 166 | Santa Helena                   | Cajazeiras                 | Sertão Paraibano       | 210,317    | 6.202       | 29,50   |
| 167 | Santa Inês                     | Itaporanga                 | Sertão Paraibano       | 324,442    | 3.178       | 9,80    |
| 168 | Santa Luzia                    | Seridó Ocidental Paraibano | Borborema              | 455,702    | 14.730      | 32,30   |
| 169 | Santa Rita                     | João Pessoa                | Zona da Mata Paraibana | 727        | 134.074     | 168,40  |
| 170 | Santa Teresinha                | Patos                      | Sertão Paraibano       | 357,942    | 4.586       | 12,80   |
| 171 | Santana de Mangueira           | Itaporanga                 | Sertão Paraibano       | 402,151    | 5.235       | 13,00   |
| 172 | Santana dos Garrotes           | Piancó                     | Sertão Paraibano       | 353,813    | 7.747       | 21,90   |
| 173 | Joca Claudino                  | Cajazeiras                 | Sertão Paraibano       | 74,005     | 2.606       | 35,20   |
| 174 | Santo André                    | Cariri Oriental            | Borborema              | 225,166    | 2.664       | 11,80   |
| 175 | Sapé                           | Sapé                       | Zona da Mata Paraibana | 316,330    | 46.363      | 149,30  |
| 176 | São Vicente do Seridó          | Seridó Oriental Paraibano  | Borborema              | 276,46     | 9.737       | 109,60  |
| 177 | Serra Branca                   | Cariri Ocidental           | Borborema              | 737,743    | 12.054      | 16,30   |
| 178 | Serra Grande                   | Itaporanga                 | Sertão Paraibano       | 83,473     | 3.045       | 36,50   |
| 179 | Serra Redonda                  | Campina Grande             | Agreste Paraibano      | 55,906     | 7.308       | 130,70  |
| 180 | Serra da Raiz                  | Guarabira                  | Agreste Paraibano      | 28,984     | 3.239       | 111,80  |
| 181 | Serraria                       | Brejo Paraibano            | Agreste Paraibano      | 75,397     | 4.430       | 62,70   |
| 182 | Sertãozinho                    | Guarabira                  | Agreste Paraibano      | 32,798     | 4.114       | 125,40  |
| 183 | Sobrado                        | Sapé                       | Zona da Mata Paraibana | 63,093     | 6.342       | 100,50  |
| 184 | Soledade                       | Curimataú Ocidental        | Agreste Paraibano      | 560,062    | 12.716      | 22,70   |
| 185 | Solânea                        | Curimataú Oriental         | Agreste Paraibano      | 265,921    | 32.716      | 121,60  |
| 186 | Sossêgo                        | Curimataú Ocidental        | Agreste Paraibano      | 154,795    | 2.751       | 17,80   |
| 187 | Sousa                          | Sousa                      | Sertão Paraibano       | 842        | 63.886      | 75,60   |
| 188 | Sumé                           | Cariri Ocidental           | Borborema              | 838,058    | 14.614      | 17,40   |
| 189 | São Bentinho                   | Sousa                      | Sertão Paraibano       | 1195,964   | 3.887       | 19,80   |
| 190 | São Bento                      | Catolé do Rocha            | Sertão Paraibano       | 248,198    | 29.659      | 119,50  |
| 191 | São Domingos de Pombal         | Sousa                      | Sertão Paraibano       | 169,103    | 2.138       | 12,60   |
| 192 | São Domingos do Cariri         | Cariri Oriental            | Borborema              | 222,159    | 2.447       | 11,00   |
| 193 | São Francisco                  | Sousa                      | Sertão Paraibano       | 95,054     | 3.607       | 37,90   |
| 194 | São José da Lagoa Tapada       | Sousa                      | Sertão Paraibano       | 304,419    | 6.840       | 22,50   |
| 195 | São José de Caiana             | Itaporanga                 | Sertão Paraibano       | 176,326    | 6.039       | 34,20   |
| 196 | São José de Espinharas         | Patos                      | Sertão Paraibano       | 725,654    | 4.452       | 6,10    |
| 197 | São José de Piranhas           | Cajazeiras                 | Sertão Paraibano       | 677,292    | 18.062      | 26,70   |
| 198 | São José de Princesa           | Serra do Teixeira          | Sertão Paraibano       | 158,021    | 4.767       | 30,20   |
| 199 | São José do Bonfim             | Patos                      | Sertão Paraibano       | 152,135    | 2.793       | 18,40   |
| 200 | São José do Brejo do Cruz      | Catolé do Rocha            | Sertão Paraibano       | 253,017    | 1.550       | 6,10    |
| 201 | São José do Sabugi             | Seridó Ocidental Paraibano | Borborema              | 206,914    | 3.831       | 18,50   |
| 202 | São José dos Cordeiros         | Cariri Ocidental           | Borborema              | 417,744    | 3.658       | 8,80    |
| 203 | São José dos Ramos             | Sapé                       | Zona da Mata Paraibana | 98,229     | 5.006       | 51,00   |
| 204 | São João do Cariri             | Cariri Oriental            | Borborema              | 701,856    | 4.715       | 6,70    |
| 205 | São João do Rio do Peixe       | Cajazeiras                 | Sertão Paraibano       | 474,426    | 17.838      | 37,60   |
| 206 | São João do Tigre              | Cariri Ocidental           | Borborema              | 816,111    | 4.729       | 5,80    |
| 207 | São Mamede                     | Seridó Ocidental Paraibano | Borborema              | 530,724    | 7.646       | 14,40   |
| 208 | São Miguel de Taipu            | Sapé                       | Zona da Mata Paraibana | 92,254     | 6.664       | 72,00   |
| 209 | São Sebastião de Lagoa de Roça | Esperança                  | Agreste Paraibano      | 49,882     | 14.937      | 219,30  |
| 210 | São Sebastião do Umbuzeiro     | Cariri Ocidental           | Borborema              | 460,569    | 3.000       | 6,50    |
| 211 | Taperoá                        | Cariri Ocidental           | Borborema              | 26,361     | 2.890       | 109,60  |
| 212 | Tavares                        | Serra do Teixeira          | Sertão Paraibano       | 228,599    | 13.024      | 57,00   |
| 213 | Teixeira                       | Serra do Teixeira          | Sertão Paraibano       | 114,437    | 13.663      | 107,60  |
| 214 | Tenório                        | Seridó Oriental Paraibano  | Borborema              | 105,270    | 2.574       | 24,50   |
| 215 | Triunfo                        | Cajazeiras                 | Sertão Paraibano       | 222,947    | 9.537       | 42,80   |
| 216 | Uiraúna                        | Cajazeiras                 | Sertão Paraibano       | 294,495    | 14.454      | 49,10   |
| 217 | Umbuzeiro                      | Umbuzeiro                  | Agreste Paraibano      | 180,872    | 8.393       | 46,40   |
| 218 | Vieirópolis                    | Sousa                      | Sertão Paraibano       | 146,778    | 4.712       | 32,10   |
| 219 | Vista Serrana                  | Sousa                      | Sertão Paraibano       | 61,361     | 3.172       | 51,70   |
| 220 | Várzea                         | Seridó Ocidental Paraibano | Borborema              | 190,444    | 2.000       | 10,10   |
| 221 | Zabelê                         | Cariri Ocidental           | Borborema              | 109,364    | 1.968       | 18,00   |
| 222 | Água Branca                    | Serra do Teixeira          | Sertão Paraibano       | 220,648    | 9.186       | 41,63   |